# Yingling Nunatak
Yingling Nunatak är en nunatak i Antarktis. Den ligger i Östantarktis. Australien gör anspråk på området. Toppen på Yingling Nunatak är 16 meter över havet.
Terrängen runt Yingling Nunatak är platt åt sydväst, men åt nordost är den kuperad. Havet är nära Yingling Nunatak åt nordost. Trakten är obefolkad. Det finns inga samhällen i närheten. 